# ゆきのつゆ
ゆきのつゆ（雪の汁）は、佐賀県有田町の郷土料理。雪に見立てた大根おろしと刻んだ油揚げを味噌汁に入れて、焼いた餅にかけた料理である。大根は鬼おろしで粗めにおろす。
有田町は焼き物・有田焼で知られるが、焼き物の窯焚き職人たちへの夜食として振る舞われていた料理とされる。
陶山神社で大晦日に行われている「有田碗灯まつり」でも振る舞われている。